# Maghreb Association Sportive de Fès
Il Maghreb Association Sportive de Fès (in arabo المغرب الرياضي الفاسي), abbreviato MAS, è una società polisportiva marocchina con sede nella città di Fès, nota per le sue sezioni pallacanestro, pallamano e calcio. Fu fondata nel 1946 dai nazionalisti, in particolare Driss Benzakour.
La sezione calcistica milita attualmente nella Botola 1, la massima divisione del campionato marocchino di calcio, e vive un'accesa rivalità con il club concittadino del Wydad de Fès. Ha vinto 4 campionati marocchini, 4 Coppe del Marocco, una CAF Confederation Cup e una Supercoppa CAF. Gioca le partite casalinghe allo stadio di Fès (45 000 posti a sedere).

## Storia

### La fondazione: Il periodo coloniale (1948-1955)
Come per la maggior parte delle squadre marocchine prima dell'indipendenza del Marocco, il calcio era considerato un sinonimo di resistenza. Il Maghreb Association Sportive de Fès venne fondato nel 1946 dai nazionalisti e giocò la prima partita ufficiale nel 1948.
Fu il primo club marocchino a raggiungere, prima dell'indipendenza del Marocco, nel 1954, i trentaduesimi di finale della Coppa di Francia, dove affrontò il Red Star a Saint-Ouen, nella periferia nord di Parigi.

### Il debutto: Il periodo dopo l'indipendenza (1956-1965)
Dopo una vittoria al playoff contro Fedala (ex Mohammedia) vinta 4 -0, il club conquistò il diritto di giocare tra l'élite del 1 ° Campionato svolto nella storia del Marocco, la prima edizione (creata dopo dell'indipendenza del Marocco 1956 da una commissione temporanea 1956-1957). Nel 1965 il Club vinse il suo primo campionato.

### Il periodo d'oro (1978-1985)
Tra il 1978-1985 il club vinse il campionato tre volte nel 1979, 1983 e 1985, mentre nel 1980 vinse la sua prima Coppa del Trono "coppa del Marocco".

### La coppa del Marocco (Coppa del Trono)
Il Club tuttora detiene il record di finale giocate nella coppa del Marocco, raggiunse il finale della coppa del Marocco ben undici volte ( 1966, 1971, 1974, 1980, 1988, 1993, 2001, 2002, 2008 e 2010 ) ma soltanto tre riuscì a vincere ( 1980, 1988 e 2011)

### I titoli continentali
Il primo titolo internazionale nella storia del club fu vinto il 4 dicembre 2011 con il successo contro Club Africain nella finale della Coppa della Confederazione CAF del 2011 giocata a Fès (andata: 0-1, ritorno: 1-0; rigori: 6-5).
Il Maghreb de Fès non ha mai perso una partita in casa nelle competizioni CAF: su 17 partite ha vinto 14 incontri e pareggiato 3 (fino al 2012).
Nello stesso anno il club portò a casa anche la Coppa del Marocco, vinta per 1-0 contro il CODM Meknès nella finale giocata a Rabat, mentre nel campionato marocchino dello stesso anno arrivò secondo in classifica.
Nel 2012, in qualità di vincitore della Coppa della Confederazione CAF 2011, il Maghreb de Fès sfidò il vincitore della CAF Champions League 2011, l'Espérance de Tunis. La partita fu giocata nello Stadio Olimpico Radès a Radès, in Tunisia, e fu vinta ai rigori per 4-3 dal Maghreb de Fès, che riuscì nell'impresa portando a casa la terza coppa nel giro di tre mesi: il 4 dicembre 2011 la Coppa della Confederazione CAF, l'11 dicembre 2011 la Coppa del Marocco e il 25 febbraio 2012 la Supercoppa CAF.

## Strutture del club

### Stadio di Fes
Lo stadio di Fes o Complexe sportif de Fès (in arabo: المركب الرياضي لفاس) è uno stadio di calcio con una capienza di 45.000 posti a sedere situato nella città di Fès, in Marocco. Lo Stadio ospita le partite casalinghe del Maghreb de Fes, del Wydad de Fes e della Nazionale di calcio del Marocco, ed è stato inaugurato il 25 novembre del 2007.
Il complesso dispone di una sala multimediale, un centro di primo soccorso, un'infermeria, un controllo antidoping locale e un parcheggio con una capienza di 7.500 posti per le auto e 350 posti per gli autobus.

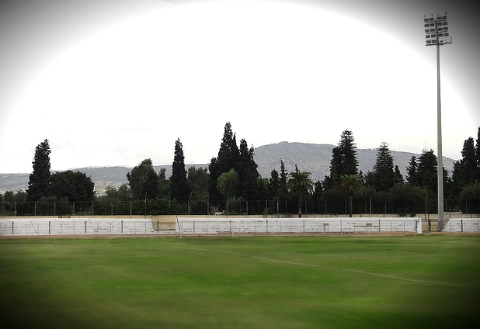
Stade Hassan II

### Stadio Hassan II
Lo stadio Hassan II (in arabo: ملعب الحسن الثاني) è uno stadio di calcio con una capienza di 10.000 posti a sedere situato al centro della città di Fès, in Marocco; ospita le partite casalinghe del Maghreb de Fes, del Wydad de Fes e fa parte di un complesso che, oltre allo stadio, comprende un palazzetto dello sport, una piscina, un campo da basket ed un campo da tennis.

## Palmarès

### Competizioni nazionali
- Campionato marocchino: 4

1964-65, 1978-79, 1982-83, 1984-85
- Coupe du Trône: 3

1979-80, 1987-88, 2010-11
- Botola 2: 2

1996-1997, 2005-2006

### Competizioni internazionali
- Coppa della Confederazione CAF: 1

2011
- Supercoppa CAF: 1

2012

### Altri piazzamenti
- Campionato marocchino:

Secondo posto: 1960-1961, 1968-1969, 1972-1973, 1974-1975, 1977-1978, 1988-1989, 2010-2011
- Coupe du Trône

Finalista: 1965-1966, 1970-1971, 1973-1974, 1992-1993, 2000-2001, 2001-2002, 2007-2008, 2009-2010
Semifinalista: 1969-1970, 1981-1982, 1984-1985, 1985-1986, 1990-1991, 2023-2024
- Coppa delle Coppe del Nord Africa

Semifinalista: 2008

## Rosa

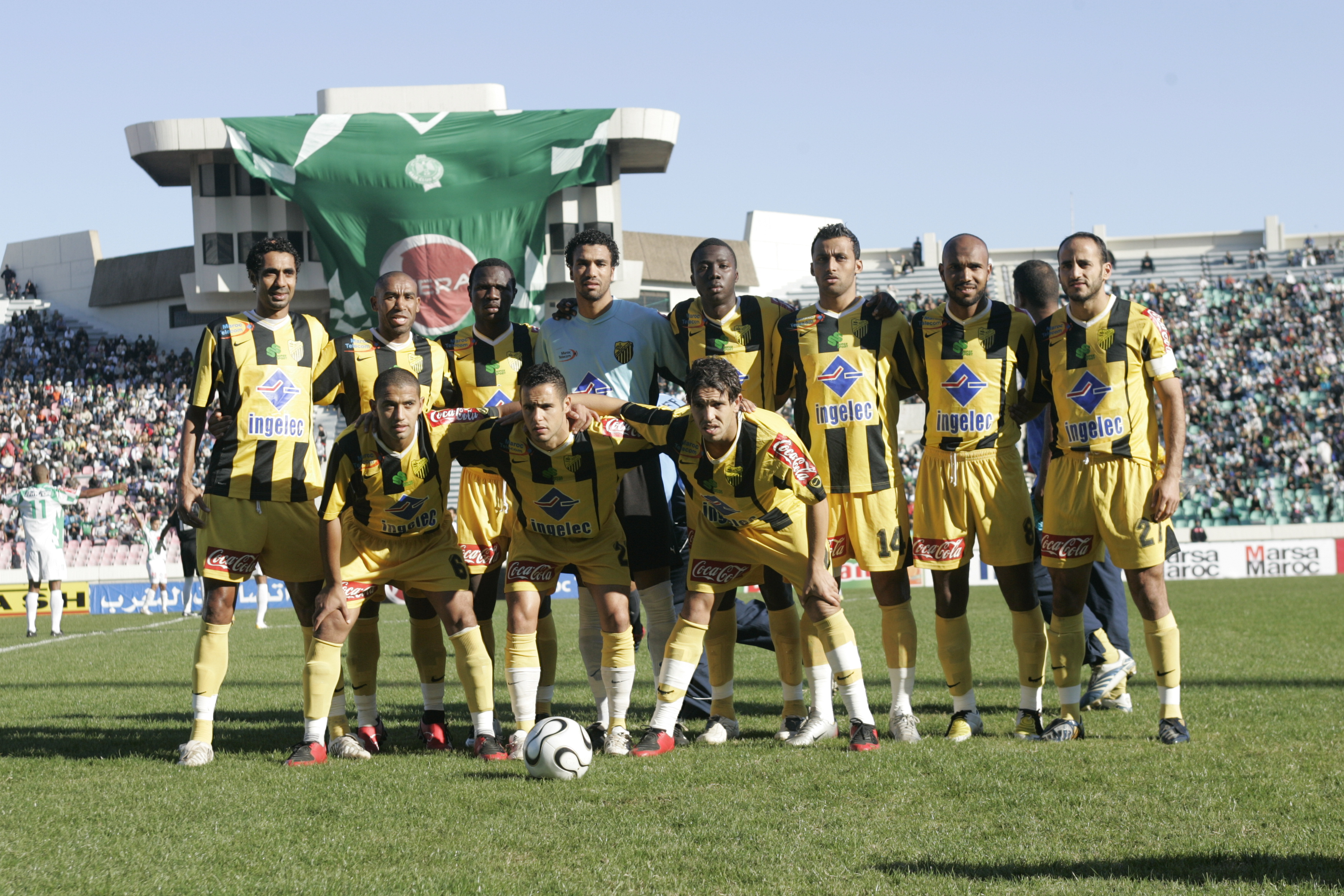
Maghreb Fes, November 2008

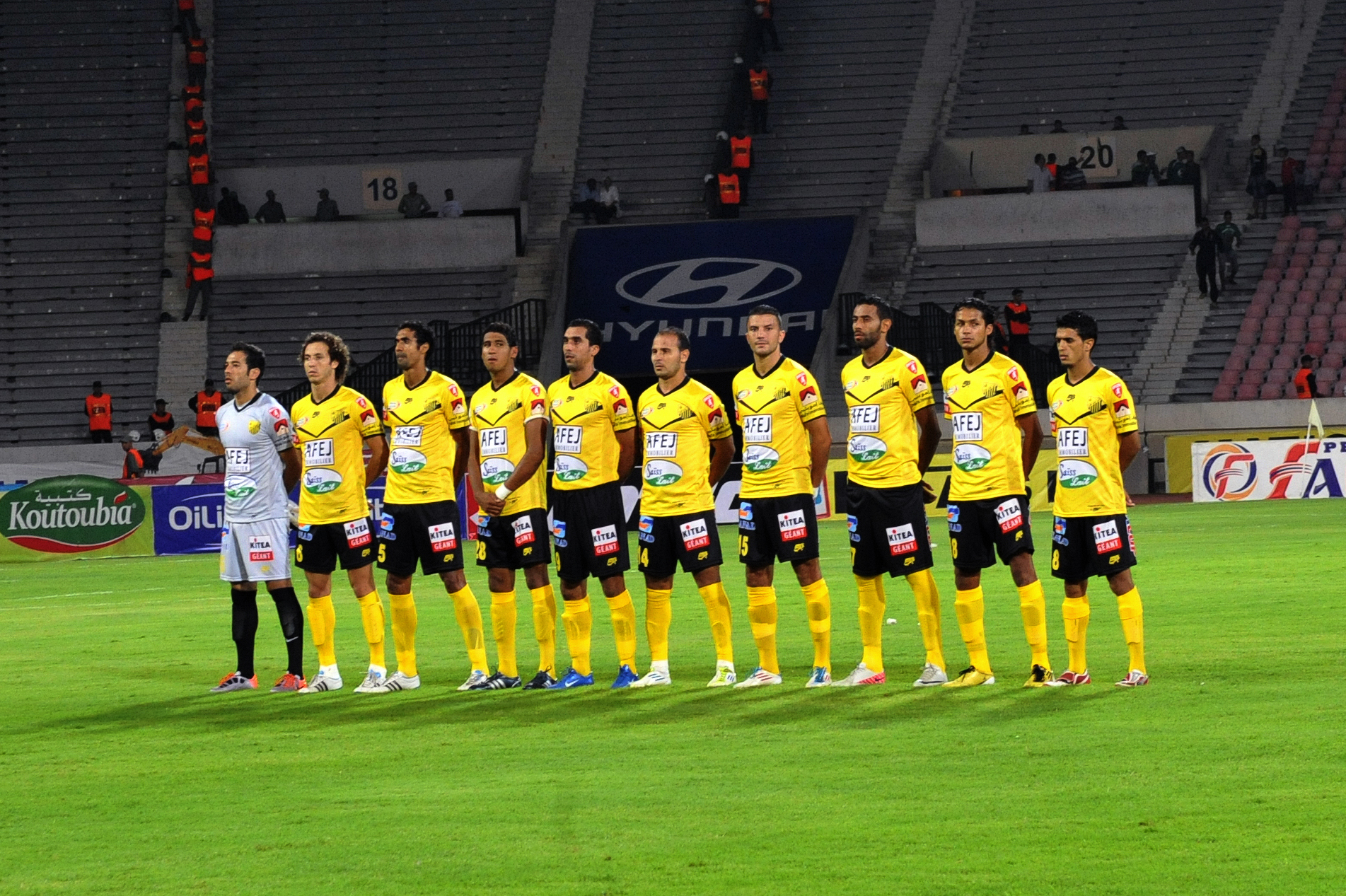
Maghreb Fes, September 2011

| N. |                    | Ruolo | Calciatore                |
| -- | ------------------ | ----- | ------------------------- |
| 1  | Marocco (bandiera) | P     | Ismail Kouha              |
| 2  | Marocco (bandiera) | C     | Rachid Dahmani (capitano) |
| 3  | Marocco (bandiera) | D     | Youness El Youssfi        |
| 4  | Mali (bandiera)    | D     | Boubacar Sidi Koné        |
| 5  | Marocco (bandiera) | D     | Mustafa Mrani             |
| 6  | Marocco (bandiera) | D     | Samir Zekroumi            |
| 7  | Marocco (bandiera) | A     | Soufiane Lagzir           |
| 8  | Marocco (bandiera) | C     | Chem-Eddine Chtibi        |
| 9  | Marocco (bandiera) | A     | Hamzal Abourazzouk        |
| 10 | Marocco (bandiera) | C     | Abdelmoula Berrabeh       |
| 11 | Brasile (bandiera) | A     | Luis Jefferson Escher     |
| 12 | Marocco (bandiera) | P     | Mohammed Sokhra           |
| 14 | Marocco (bandiera) | D     | Said Hammouni             |

| N. |                    | Ruolo | Calciatore            |
| -- | ------------------ | ----- | --------------------- |
| 15 | Marocco (bandiera) | D     | Hamza Hajji           |
| 16 | Marocco (bandiera) | P     | Anas Zniti            |
| 17 | Marocco (bandiera) | D     | Omar Nemssaoui        |
| 18 | Marocco (bandiera) | C     | Youssef Ayati         |
| 20 | Mali (bandiera)    | A     | Moussa Tigana         |
| 24 | Marocco (bandiera) | C     | Youssef El Basri      |
| 25 | Marocco (bandiera) | D     | Ismail Hadeir         |
| 25 | Senegal (bandiera) | C     | Mohamed Diop          |
| 26 | Mali (bandiera)    | D     | Abdoulay Bathily      |
| 27 | Marocco (bandiera) | A     | El Mehdi El Bassil    |
| 28 | Marocco (bandiera) | C     | Mohammed Ali Bemammer |
| 29 | Marocco (bandiera) | A     | Abdelhadi Halhoul     |
| 30 | Marocco (bandiera) | A     | Ibrahim Joubari       |

## Giocatori celebri
- Hamid Hazzaz
- Alaoui Moulay Idriss
- Hamid Lahbabi
- Ahmed Bahja
- Mustapha Bidodane
- Amine El Bourkadi
- Khalid Fouhami
- Abdelfattah Benchekroun

- Abdelkrim Kissi
- Abdelilah Bagui
- Abdessalam Benjelloun
- Karim Fegrouche
- Abderrahmane Mssassi
- Mohamed Naciri
- Zahraoui Abdelali
- Redouane Guezzar

## Tifoseria

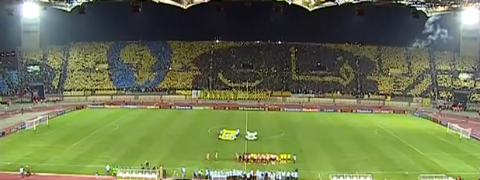
Tifo Ultras Fatal Tigers (finale della Coppa della Confederazione CAF 2011)

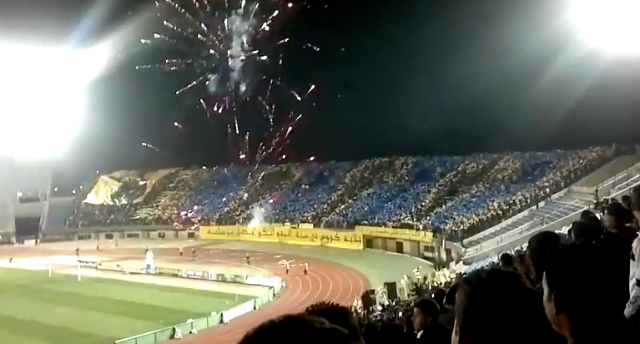
Tifo dell'Ultras Fatal Tigers: le 3 coppe vinte

Gli Ultras Fatal Tigers (FT06) è l'associazione che riunisce i tifosi del Maghreb Association Sportive de Fès (MAS); è stata fondata nel 2006. Il loro principale obiettivo è quello di appoggiare la squadra sia in casa che in trasferta.
I sostenitori della squadra si contano a migliaia e sono presente in tutto il Marocco.
Nella finale della Coppa della Confederazione CAF, la tifoseria della squadra ha raggiunto quasi 50.000 spettatori, il secondo record del Complexe Sportif de Fès.
.
| Nome                | Abbreviazione | Anno di fondazione | Tribuna               |
| ------------------- | ------------- | ------------------ | --------------------- |
| Ultras Fatal Tigers | FT06          | 2006               | Tribune Nord (Savana) |